# Spondylerpeton
Spondylerpeton — це вимерлий рід чотириногих, тісно пов'язаних із «Cricotus» (Archeria) родини Archeriidae. Цей рід відомий за фрагментарними залишками, а саме за короткою серією хвостових хребців. Ці останки були знайдені в руслах Мейзон-Крік в штаті Іллінойс, районі, відомому збереженням рослин і тварин кам'яновугільного періоду. Особи Spondylerpeton були, ймовірно, близько трьох-чотирьох футів у довжину, на сьогоднішній день найбільші тварини, які населяли район Мейзон-Крік у цю епоху.